# Victoria Peak (Belize)
Der Victoria Peak ist mit 1120 Metern der zweithöchste Berg Belizes und Teil der Cockscomb Range in den Maya Mountains. Bis vor einigen Jahren wurde er als der höchste Gipfel des Landes betrachtet, doch neueste geophysikalische Messungen ergaben, dass Doyle’s Delight um 4 Meter höher ist. Dennoch ist der Victoria Peak allgemein als der höchste Berg Belizes bekannt.
Seit einigen Jahren werden auch Touren angeboten, deren Ziel das Erreichen des Gipfels darstellt; diese Touren werden nicht als allzu anspruchsvoll bewertet, dafür aber als sehr anstrengend.
Der Victoria Peak liegt im Cockscomb Basin Wildlife Sanctuary, einem Naturreservat, in dem die Flora und Fauna noch ziemlich intakt sind. 
Die erste Erforschung des Berges erfolgte 1888/89 durch ein britisches Expeditionsteam, das aber irrtümlich einen benachbarten Gipfel bestieg.
Die Namensgebung erfolgte nach der britischen Königin Viktoria.